# Mario Golf: Super Rush
Mario Golf: Super Rush (マリオゴルフ スーパーラッシュ, Mario Gorufu Sūpā Rasshu) é um jogo eletrônico de golfe desenvolvido pela Camelot Software Planning e publicado pela Nintendo para o Nintendo Switch. É o sexto título da série Mario Golf depois de Mario Golf: World Tour de 2014, e parte da mais abrangente série Mario. O jogo inclui vários personagens da franquia Mario em uma competição de golfe. Mario Golf: Super Rush foi anunciado em uma Nintendo Direct em 17 de fevereiro de 2021 e lançado mundialmente em 25 de junho de 2021. Ele recebeu críticas medianas de críticos, que elogiaram as mecânicas de jogabilidade, novos modos, controles e visuais, mas criticaram a pouca quantidade de conteúdo do jogo no lançamento, enquanto o modo aventura recebeu uma reação mista.

## Jogabilidade
A jogabilidade fundamental de Mario Golf: Super Rush é comparável aos jogos anteriores da série Mario Golf. Através de regras tradicionais de golfe, o objetivo primário do jogador é colocar a bola em cada buraco com o menor número de tacadas, usando os vários tacos de golfe disponíveis. O jogador que completar o jogo com o menor número de tacadas é o vencedor da partida em um contexto competitivo. Diversas ferramentas estão disponíveis aos jogadores para benefícios estratégicos, como o "Shot Gauge" mostrando a direção e curva da bola contra colinas e a possibilidade de sondar, que permite que o jogador entenda melhor a elevação do terreno. O jogo oferece controles convencionais com botões para realizar tacadas e controles de movimento para simular melhor uma tacada real.
Em Speed Golf, um novo modo para a série, os jogadores jogam simultaneamente em uma corrida para chegar ao buraco antes de seus oponentes. Depois de cada tacada, os jogadores correm pelo campo até sua bola para dar a próxima tacada, lidando com outros jogadores e obstáculos pelo caminho. Cada personagem disponível no jogo tem uma tacada especial única e habilidades de corrida para explorar. Por exemplo, Luigi pode congelar o chão. Outro novo modo chamado Battle Golf também é uma novidade para a série. Battle Golf se parece com Speed Golf mecanicamente mas se difere no fato de que ele se passa em uma arena especial onde os jogadores têm que pôr a bola em qualquer 3 dos 9 buracos disponíveis para vencer.
Além disso, o jogo inclui um modo história chamado "Golf Adventure" que inclui elementos de RPG como pontos de experiência e progressão de atributos. Os jogadores controlam seu próprio Mii customizável enquanto se tornam estudantes em um clube de campo, treinam e disputam contra colegas do Reino Cogumelo.

## Desenvolvimento
Mario Golf: Super Rush foi desenvolvido pela Camelot Software Planning e publicado pela Nintendo; o jogo foi anunciado durante uma Nintendo Direct em 17 de fevereiro de 2021 e lançado mundialmente em 25 de junho do mesmo ano. Um bônus de compra durante a pré-venda foi oferecido, na forma de um conjunto de broches. Apesar de não detalhado no anúncio inicial do jogo, fãs notaram que Rei Bob-Bomba, um chefe que havia aparecido originalmente em Super Mario 64, foi acidentalmente mencionado pela Nintendo como um personagem jogável na página oficial do jogo antes de essa informação ser retirada. A inclusão do Rei Bob-Bomba foi mais tarde oficialmente anunciada em um trailer, ao lado de Pauline, Toni Trombada e outros.

## Recepção
Mario Golf: Super Rush recebeu "críticas mistas ou medianas" de acordo com o agregador de críticas Metacritic, com uma nota média agregada de 72 de 100.
Os modos Speed Golf e Battle Golf foram elogiados por críticos e fãs, com muitos chamando-os de caóticos e muito divertidos. O jogo também foi elogiado por suas novas mecânicas de jogabilidade e seus controles de movimento, desta vez considerados precisos, bem como por seus visuais. Entretanto, o jogo foi criticado por sua falta de conteúdo, sendo lançado com apenas alguns campos, personagens e funções, apesar de que a Nintendo prometeu que continuará a apoiar o jogo com mais conteúdo depois de seu lançamento.
O modo "Golf Adventure" recebeu críticas mistas. Alguns acharam-no melhor que o modo aventura de Mario Tennis Aces, elogiando o mundo aberto e profundidade. Outros, entretanto, acharam-no decepcionante e surpreendentemente curto, bem como repetitivo e frustrante.
Mario Golf: Super Rush vendeu um total de 80.430 cópias em sua primeira semana de vendas no Japão, sendo o jogo mais vendido para um único sistema e o segundo mais vendido incluindo jogos multiplataforma, atrás apenas de Samurai Warriors 5. No Reino Unido, Mario Golf: Super Rush foi o jogo mais vendido em sua semana de lançamento de acordo com a GfK, com vendas 17,5% superiores às de Mario Tennis Aces em 2018.